# Список серий аниме «Стальной алхимик»
Аниме-сериал «Стальной алхимик» насчитывает 51 серию. Первая серия была показана в Японии 4 октября 2003 года, последняя — 2 октября 2004 года.
Ниже находится список эпизодов сериала с кратким описанием.

### Список эпизодов
| 01 | Бросившие вызов солнцу (太陽に挑む者)                                                              | 4 октября 2003 года   |
| Братья Эдвард и Альфонс Элрики, несмотря на свой малый возраст преуспевшие в изучении алхимии, хотят воскресить мать, которая умерла от тяжкой болезни. Но эксперимент оказался неудачным: Эд теряет левую ногу и правую руку, а Ал — тело. Старший брат, пожертвовав правой рукой, сумел привязать душу младшего к доспехам. Эд получает от механика Рокбелл автоброню, протезы руки и ноги. Прошло 3 года, братья отправляются в путешествие через пустыню и оказываются в городе Лиор, где встречают девушку Розу Томас. | |                       |
| 02 | Запретное тело (禁忌の身体)                                                                        | 11 октября 2003 года  |
| Братья разоблачают религиозного лидера и правителя города Лиор Корнелло, который благодаря алхимии сумел внушить жителям веру в то, что он послан богом Лето. | |                       |
| 03 | Мама (おかあさん…)                                                                                 | 18 октября 2003 года  |
| Серия о воспоминаниях Эда и Ала, когда они ещё жили с матерью в Резенбурге и начали изучать алхимию. | |                       |
| 04 | Порождения любви (愛の錬成)                                                                        | 25 октября 2003 года  |
| Эд и Ал отправляются в Централ, чтобы поступить на службу в армию Аместриса и стать Государственными алхимиками. По дороге они оказываются в деревне, в которой мёртвые нападают на живых и встречают алхимика по имени Маджихал. | |                       |
| 05 | Скорость и автоброня (疾走！機械鎧(オートメイル))                                                  | 1 ноября 2003 года    |
| Эд и Ал оказываются в поезде, который захватывают террористы. | |                       |
| 06 | Экзамен на алхимика (国家錬金術師資格試験)                                                         | 8 ноября 2003 года    |
| Эдвард сдаёт экзамен на звание Государственного алхимика и получает от фюрера Кинга Брэдли второе имя — Стальной алхимик. | |                       |
| 07 | Ночной плач химеры (合成獣が哭く夜)                                                                | 15 ноября 2003 года   |
| Эдвард ищет информацию об исследованиях Государственного алхимика Шу Такера, создавшего химер понимающих человеческую речь. Правда оказывается ужасной… | |                       |
| 08 | Философский камень (賢者の石)                                                                      | 22 ноября 2003 года   |
| Эдвард пытается выследить серийного убийцу, подозревая, что тот убил дочь Такера. Альфонс ищет информацию о философском камне, надеясь, что тот поможет ему вернуть тело, а брату — руку и ногу. | |                       |
| 09 | Серебряные часы армейского пса (軍の狗の銀時計)                                                    | 29 ноября 2003 года   |
| Эдвард получает первое задание — проинспектировать угольные шахты Йосвелла. Прибыв на место он узнаёт, что местный управляющий, лейтенант Йоки, нещадно эксплуатирует шахтёров, надеясь сделать карьеру. Эд считает, что алхимики должны служить людям, а значит он должен помочь местным жителям. | |                       |
| 10 | Загадочный вор Сирена (怪盗サイレーン)                                                             | 6 декабря 2003 года   |
| Эдвард и Альфонс приезжают в известный курортный город Акварой, где встречают Клару, которая ворует деньги для «благого» дела. | |                       |
| 11 | Долина щебня. Часть I (砂礫の大地・前編)                                                           | 13 декабря 2003 года  |
| В поисках философского камня Эд и Ал приезжают в небольшой городок Ксенотайм. Там они узнают, что «братья Элрики» уже давно живут в городе. Самозванцы оказываются детьми Нэша Трингама, открывшего красную воду, которая смертельно опасна для людей, но зато из неё якобы можно создать философский камень. | |                       |
| 12 | Долина щебня. Часть II (砂礫の大地・後編)                                                          | 20 декабря 2003 года  |
| Детям Нэша не удаётся получить философский камень обычным способом. Тогда нанявший их крупный землевладелец Магвар требует испробовать второй способ, который требует убийства человека. Объединившись, братья Элрики и Трингамы сумели справиться с Магваром и спасти жителей Ксенотайма от красной воды. | |                       |
| 13 | Огонь против стали (焔VS鋼)                                                                        | 27 декабря 2003 года  |
| Эта серия о том, как Эдвард бросил вызов подполковнику Рою Мустангу и что из этого вышло. | |                       |
| 14 | Правая рука разрушения (破壊の右手)                                                                | 10 января 2004 года   |
| Армия жестоко подавляет беспорядки в Лиоре. Эд и Ал находят доктора Марко, дальше всех продвинувшегося в деле создания философского камня, однако его сразу же арестовывает за дезертирство генерал Баск Гран. Шрам, ненавидящий государственных алхимиков за истребление своего народа, ишваритов, убивает Грана и вступает в бой с Марко и братьями Элриками. | |                       |
| 15 | Резня в Ишваре (イシュヴァール虐殺)                                                                | 17 января 2004 года   |
| Марко рассказывает о роли государственных алхимиков в Ишварской войне. Шрам ломает автоброню Эда и доспехи Ала, но вынужден бежать, никого не убив. | |                       |
| 16 | Потерянное (失われたもの)                                                                          | 24 января 2004 года   |
| Эд и Ал под охраной майора-алхимика Амстронга отправляются в Резенбург, чтобы починить автоброню. По пути Альфонса случайно высаживают и Эд отправляется его искать. Ала забирает мальчишка, надевший его доспехи, а у Эда девочка крадёт автопротез ноги. В конце братья находят друг друга. | |                       |
| 17 | Дом, где ждёт семья (家族の待つ家)                                                                 | 31 января 2004 года   |
| Эд и Ал возвращаются в Резенбург. Там Эд просит Рокбеллов починить его «руку» как можно быстрее. Тем временем Ал понимает, что не может вспомнить лица друзей детства из Резенбурга. | |                       |
| 18 | Записи Марко (マルコー・ノート)                                                                    | 7 февраля 2004 года   |
| Братья Элрики отправляются в 1-е (секретное) отделение Центральной библиотеки, где Марко спрятал свой трактат. Но их опередили Шрам и гомункул Похоть, которую сопровождает гомункул Обжорство. Между ними произошла схватка, в результате которой отделение полностью сгорело. К счастью, библиотекарь Ческа имела привычку читать всё подряд и феноменальную память, благодаря которой запоминала всё прочтённое. Она по памяти восстановила трактат, который оказался сборником кулинарных рецептов. Братья Элрики, решив, что таким образом Марко спрятал рецепт изготовления философского камня, начинают расшифровку записей доктора и узнают, что является сырьём для философского камня. Тем временем раненного Шрама подобрали ишварские беженцы. | |                       |
| 19 | За истиной скрыта истина (真実の奥の奥)                                                            | 14 февраля 2004 года  |
| Эд и Ал решают продолжить свои изыскания. Для этого они проникают в Пятую исследовательскую лабораторию, якобы заброшенную. Тем временем Шрам продолжает искать Стального алхимика. Проникнув в лабораторию братья сталкиваются с охранниками №48 и №66. | |                       |
| 20 | Душа стража (守護者の魂)                                                                           | 21 февраля 2004 года  |
| Эд и Ал узнают кем были раньше их противники. Эдвард, хоть и раненый, одерживает победу над №46. А №66, не сумев победить Ала, заронил в его душу зёрна сомнения в его происхождении. | |                       |
| 21 | Алый блеск (紅い輝き)                                                                              | 28 февраля 2004 года  |
| В глубине Пятой лаборатории Эд, встретив химер и их создателя — Шу Такера, узнаёт, что тот пытается создать философский камень. Шрам и Ал вступают в бой с Похотью и Обжорством. | |                       |
| 22 | Искусственные люди (造られた人間)                                                                  | 6 марта 2004 года     |
| Такер и гомункулы требуют от Эдварда создать философский камень. Эд отказывается, не желая приносить для этого в жертву людей. Младший лейтенант Росс спасает Эда, который потерял контроль над процессом трансмутации. Ал, потерпев поражение от Обжорства, узнаёт о возможности привить воспоминания, что укрепляет его сомнения в своём происхождении. Гомункул Жадность и Багровый Алхимик вырываются на свободу. | |                       |
| 23 | Стальное сердце (鋼のこころ)                                                                       | 13 марта 2004 года    |
| Эдвард лежит в больнице, механик Уинри Рокбелл едет в Централ, чтобы починить его автоброню, подполковник Хьюз пытается разобраться в произошедшем в 5-й лаборатории. А Альфонс всё сильнее сомневаясь в том, что раньше он был живым, в конце концов ссорится с братом и сбегает от него. | |                       |
| 24 | Прикрепление воспоминаний (思い出の定着)                                                           | 20 марта 2004 года    |
| Альфонс попадает в трущобы ишварских беженцев, где встречает со Шрамом. Вместе они спасают ишваритов от преступников, переодетых в солдат. Им на помощь приходит Эд. Братья смогли помириться. | |                       |
| 25 | Прощальная церемония (別れの儀式)                                                                  | 27 марта 2004 года    |
| Подполковник Хьюз с санкции фюрера продолжает расследование дела 5-й лаборатории, а Эд и Ал решают отправиться на юг, к своему Учителю, Изуми Кёртис. Уинри едет с ними. Шрам сопровождает ишварских беженцев на юг. Хьюз узнаёт, что в окружение фюрера пробрались враги и погибает. Мустанг успевает лишь на похороны друга. | |                       |
| 26 | Её причины (彼女の理由)                                                                            | 3 апреля 2004 года    |
| Эд, Ал и Уинри приезжают в город Рашвилль — «столицу автоброни». Там они знакомятся с девушкой по имени Панинья. Желая помочь новой знакомой, Уинри подговаривает её обокрасть Эда. В конце неожиданно появляется Учитель братьев Элриков, вызывая у них панику. | |                       |
| 27 | Учитель (センセイ)                                                                                 | 10 апреля 2004 года   |
| Полковника Мустанга переводят в Централ вместе с отобранными им людьми. Эд и Ал признаются своему Учителю, что пытались совершить запретное преобразование человека. | |                       |
| 28 | Всё это одно, а одно это всё (一は全、全は一)                                                      | 17 апреля 2004 года   |
| Учитель братьев отправляет их на месяц на необитаемый остров, желая дать им время спокойно подумать о своей жизни. Элрики вспоминают, как жили на острове в первый раз и, одновременно, ищут незнакомца, обитающего рядом с ними. | |                       |
| 29 | Невинное дитя (汚れなき子ども)                                                                     | 24 апреля 2004 года   |
| Изуми и братья находят странного ребёнка — он ничего не помнит о себе, но способен использовать алхимию без преобразовательного круга. Эд вспоминает Врата Истины, которые он видел в тот день, когда не смог вернуть маму. Военные ищут Стального алхимика. Братья Элрики понимают, что у найдёныша пропавшая рука Эда, а Изуми отправилась на остров, надеясь понять откуда взялся странный ребёнок. | |                       |
| 30 | Штурм южной штаб-квартиры (南方司令部襲撃)                                                         | 1 мая 2004 года       |
| Бывший лейтенант Йоки доносит армии о появлении на юге Шрама. Братья Элрики, преследуя найдёныша, сталкиваются с химерой, человеком-ящерицей. Эд и Ал нашли ребёнка, но его арестовывает Армстронг, так как на его ноге обнаружили знак гомункула. Изуми проникает в штаб Южного округа, чтобы спасти мальчика, а её муж рассказывает, почему у них нет детей. Там же оказываются подполковник Арчер, Армстронг и фюрер, братья Элрики и члены банды Жадности, всем им нужен ребёнок. Мустангу отдан приказ любой ценой схватить Шрама. | |                       |
| 31 | Грех (罪)                                                                                          | 8 мая 2004 года       |
| Ребёнка отнимают у Изуми и Зависть заканчивает его превращение в гомункула. Выясняется, что Учитель, пытаясь воскресить умершего младенцем сына, создала гомункула по имени Гнев, а поняв, что сделала, оставила его за Вратами Истины. Гнев рассказывает братьям Элрикам как рождаются гомункулы, а потом пытается забрать у Эда всё его тело. Мустанг готовится арестовать Шрама. | |                       |
| 32 | Данте из чащи (深い森のダンテ)                                                                     | 15 мая 2004 года      |
| Эд и Ал, преследуя Гнев на необитаемом острове, натыкаются на фюрера и его секретаря. Военные начинают проверку ишварских беженцев, пытаясь отыскать Шрама. Обжорство и Похоть убивают Йоки, провоцируя ишваритов на беспорядки. Изуми объявляет братьям, что они больше не её ученики. Эд и Ал отправились к алхимику Данте за лекарством для Изуми и встречают Лайлу, которая была помощницей Йоки в Йосвелле. На Элриков и Данте нападают Жадность и его бандиты. | |                       |
| 33 | Ал в плену (囚われたアル)                                                                          | 29 мая 2004 года      |
| Ал попадает в плен к Жадности, который, желая вечной жизни, хочет узнать секрет связывающий душу с доспехами. Изуми и Эдвард пытаются спасти Альфонса и вступают в схватку с Жадностью. Армия начинает штурм бара «Гнезда дьявола», в котором располагается логово банды Жадности. Гомункул сбегает вместе с бандитами, прихватив Ала. | |                       |
| 34 | Теория алчности (強欲の理論)                                                                       | 5 июня 2004 года      |
| Багровый алхимик и Шу Такер переходят на сторону военных. По приказу Арчера солдаты убивают подручных Жадности, остатки банды добили Похоть и Обжорство. Сам гомункул попадает в ловушку, подстроенную Данте, переселившейся в тело Лайлы. Появившийся Эдвард убивает Жадность. Элрики и Уинри отправляются в Ишвар. | |                       |
| 35 | Встреча падших (愚者の再会)                                                                        | 12 июня 2004 года     |
| Алхимик-самоучка Лион спас жителей своей деревни от страшной болезни. Помогла ему Похоть, научив алхимии и подарив философский камень. Прошли два года и камень начал терять свою силу, Лион решает найти ему замену. В пути он встречает Похоть. Бывшая невеста Лиона, Лидия, в свою очередь отправляется искать любимого. По дороге на неё нападают насильники, но на помощь приходит Эд. Похоть возвращает силу камню, но затем убивает влюбившегося в неё Лиона. Болезнь возвращается… | |                       |
| 36 | Грешник внутри меня (我が内なる科人)                                                               | 19 июня 2004 года     |
| Эд и Ал находят ишварских беженцев, которых перевозят в новую резервацию. Лидер ишваритов предлагает сделку: адрес человека, знающего о философском камне Ишвара в обмен на спасение детей. Эд и Ал приходят в Южный лагерь беженцев и находят нужного им человека, от которого узнают про Великое учение. Шрам решает создать философский камень, тем самым став для ишваритов изгоем. Эд и Ал сообщают лейтенанту Хоукай, что Йоки убил гомункул, а не ишвариты. Уинри узнаёт, что её родителей убил Мустанг и возвращается в Централ. | |                       |
| 37 | Ведущий постоянную борьбу лейтенант. Загадка склада №13 (焔の錬金術師 戦う少尉さん 第十三倉庫の怪) | 26 июня 2004 года     |
| Истории о службе Роя Мустанга и его подчинённых в Центральном штабе. Полковник отбивает девушку у младшего лейтенанта Хавока, а затем приказывает найти для него новую. На помощь приходит Армстронг. Мустанг ищет привидений из несуществующего военного склада №13. В Лиоре вновь начались столкновения, и Мустанг вызывается возглавить Восточную экспедицию. | |                       |
| 38 | Вниз по течению реки (川の流れに)                                                                  | 3 июля 2004 года      |
| Эд и Ал, поссорившись, разделяются. Уинри и Ческа решают расследовать смерть Хьюза. Альфонс встречает химеру Марту и отказывается помочь ей отомстить гомункулам. Уинри и Ческа подслушивает разговор Джульетты Дуглас с Завистью, после чего на них нападают. Младший лейтенант Росс узнаёт Уинри, а та понимает, что на них напал некто с лицом матери Эдварда и Альфонса. Эд находит Ала и вместе с Мартой они отправляются в Ишвар. | |                       |
| 39 | Секрет Ишвара (東方内戦)                                                                           | 10 июля 2004 года     |
| Уинри решает вернуться домой и берёт с собой Ческу. По дороге в Ишвар Эд сообщает Марте, что убил Жадность, а та рассказывает братьям о начале Ишварской войны и о том, как стала химерой. Патруль Хэвока доставляет братьев к Мустангу. Шрам сделал в Лиоре гигантский алхимический круг. Братья узнают, что произошло в городе после их вмешательства. Эдвард тайно проникает в Лиор. Теперь в городе поклоняются Святой Деве, в которой Эд узнаёт Розу Томас. В толпе горожан Элрик-старший встречает Шрама. | |                       |
| 40 | Шрам (傷痕)                                                                                        | 17 июля 2004 года     |
| Ал и Марта случайно видят Багрового алхимика, и девушка-змея нападает на него. Фюрер отправляется на передовую. Шрам и Эд начинают бой, в который вмешиваются Похоть и Обжорство. Шрам рассказывает о старшем брате и том, как получил свою руку. Эд узнаёт о планах Шрама и помогающей ему Лайлы использовать солдат в качестве сырья для философского камня. Марта подслушала разговор фюрера с Такером и Кимбли, после чего нападает на Брэдли. | |                       |
| 41 | Святая мать (聖母)                                                                                 | 24 июля 2004 года     |
| Шрам обвинил Эда в бедах жителей Лиора. Марта перед смертью успела рассказать Алу правду про фюрера. Шрам сообщает жителям Лиора о планах военных и предлагает им покинуть город. Эд смог предупредить Мустанга о планах Шрама. Мустанг посылает Ала в Лиор на помощь брату. Фюреру приказали отложить взятие города. Горожане пытаются спастись через подземный тоннель, но путь им преграждает Гнев, в бой с которым вступает Эд. Шрам расправляется с проникшими в Лиор химерами и Багровым алхимиком. Кимбли превращает Альфонса в бомбу замедленного действия. Эдвард встречает секретаря фюрера Джульетту Дуглас и понимает, что это гомункул, созданный им при попытке вернуть свою мать. Роза спасает поражённого Эда от Гнева. | |                       |
| 42 | Не зная его имени (彼の名を知らず)                                                                 | 24 июля 2004 года     |
| Эдварду пришлось принять бой сразу против и Гнева, и Лени. Мустанг находит убежище Такера и тот, по приказу Арчера, натравливает на него химер. Эду удалось вывести горожан из Лиора. Армия входит в город. Солдаты стреляют в Похоть, но Шрам закрывает её своим телом. Эд безуспешно пытается остановить Арчера, командующего взятием Лиора. Шрам привёл в действие алхимический круг. Пытаясь спасти Ала от смерти, он преобразует в философский камень не себя, как задумывал ранее, а доспехи Альфонса. Отчасти у него это получается. Лиор и вошедшие в него войска почти полностью прекратили своё существование. Эд находит Ала. | |                       |
| 43 | Бродячий пес в бегах (野良犬は逃げ出した)                                                          | 31 июля 2004 года     |
| Уинри и Ческа приезжают в Резенбург, где неизвестный принял Уинри за её мать. Неизвестный оказался отцом братьев Элриков по фамилии Хоэнхайм. Эд, не желая больше служить в армии и опасаясь Гордыни и Лени, сбегает вместе с Алом. Фюрер обвинил братьев Элриков в помощи Шраму и поручил Мустангу найти их и в случае необходимости убить. В Резенбург приезжают Мария Росс и Дэни Блош, бывшие телохранители Элриков. Братья возвращаются в Резенбург, где их выслеживает Мустанг. Загнав Элриков в ловушку Рой лишь спрашивает, почему они не попросили помощи у него. | |                       |
| 44 | Светлый Хоэнхайм (光のホーエンハイム)                                                              | 7 августа 2004 года   |
| Похоть не хочет охотиться за братьями Элриками и другие гомункулы обвиняют её в предательстве. Ал сообщает Мустангу и другим, что Кинг Брэдли — гомункул, а позже проговаривается о философском камне, созданном Шрамом. Эдвард и Альфонс встречаются со своим отцом, но Эд так его и не простил. Хоэнхайм рассказывает Мустангу про гомункулов, а потом всю ночь беседует с Алом. В Резенбург за братьями прибыла следственная группа. Элрики узнают о смерти Хьюза. Хоэнхайм находит Данте и требует оставить в покое его сыновей. | |                       |
| 45 | Человек с гниющим сердцем (心を劣化させるもの)                                                     | 21 августа 2004 года  |
| Данте вспоминает, как 400 лет назад они с Хоэнхаймом любили друг друга и вместе создали философский камень, позволивший им переселять свою душу из одного тела в другое, продлевая жизнь на века. Высший совет Аместриса рассматривает дело Эдварда Элрика. Мустанг сообщает совету, что братья Элрики, якобы, ушли на север, после чего заявляет, что секретарь фюрера замешана в убийстве Хьюза. Хоэнхайм рассказывает Данте, что вечной жизни нет, с каждым переходом в другое тело душа изнашивается, из-за чего каждое новое тело служит меньше чем предыдущее. С помощью ребёнка Розы Данте открывает Врата Истины, которые поглощают Хоэнхайма, а затем приказывает доставить ей философский камень, обещая, что сделает гомункулов людьми. Эдвард собирается найти того, кто управляет гомункулами и убить. Альфонс встречается с Такером и просит его научить использовать философский камень. Фюрер отправляет Мустанга на передовую, чтобы там незаметно убить. | |                       |
| 46 | Человеческая трансмутация (人体錬成)                                                               | 28 августа 2004 года  |
| Такер с помощью философского камня, которым является Ал, хочет оживить свою дочь. Эдвард начинает догадываться, что Данте руководит гомункулами. Мустанг отправляется на Север. Данте нужна война на Севере, чтобы незаметно устранить всех, кто, так или иначе, связан с философским камнем. За Алом охотятся все гомункулы. Похоть, понимая, что Данте обманывала их и заставляла искать философский камень ради своих целей, решила помочь Эдварду найти Ала, чтобы тот с помощью философского камня сделал её человеком. Вместо дочери Такер получил бездушную куклу. | |                       |
| 47 | Запечатывание гомункулов (ホムンクルス封印)                                                        | 4 сентября 2004 года  |
| Лень хочет увести Ала с собой к Данте. Ал, видя, как она похожа на мать, верит ей. Эдвард останавливает их и начинает бой с Ленью. Предвидя схватку с ней, он заранее вырыл часть останков своей матери, чтобы использовать их против гомункула. Похоть, помогая Эдварду, вычертила алхимический круг - ловушку для Лени. Гнев мешает Эду запечатать Лень, а затем вступает в схватку с Похотью. Лень проникает внутрь доспехов Ала и берёт их под контроль. Гнев использует алхимию и частицы прототипа Похоти, чтобы убить её. Эдвард с трудом, но побеждает Лень, трансмутировав её тело Водород. | |                       |
| 48 | Прощание (さようなら)                                                                              | 11 сентября 2004 года |
| Армстронг поднимает мятеж против фюрера. Зависть похищает Ала. Гнев, считавший Лень своей матерью, нападает на Эда, ему на помощь приходит Изуми. Трингамы приезжают в Централ, где их арестовывают, приняв за братьев Элриков. Мустанг и Хоукай тайно остались в Централе. Росс и Блош освобождают братьев Трингамов, а потом они вместе помогают Эду и Изуми. На них нападает Арчер, чья правую часть тела заменена автопротезами. Эд сталкивается с Мустангом. Рой собирается убить фюрера, а Эдвард хочет найти того человека, который управляет гомункулами и убить его. Их пути расходятся, и они прощаются. | |                       |
| 49 | По ту сторону Врат (扉の向こうへ)                                                                  | 18 сентября 2004 года |
| Фюрер празднует день рождения сына. Зависть доставляет Ала к Хозяину. Эд, прочитав дневник Нэша Трингама, который привезли его сыновья, находит под Централом город, исчезнувший с лица земли 400 лет назад в результате создания философского камня. Там он встречает Роза с ребёнком и Данте в теле Лайлы. Данте, разоблачённая Эдом, сообщает ему, что имеет право пользоваться философским камнем для продления жизни, так как защищает мир и «глупых людей», которые могли бы погубить себя с помощью камня. После разговора и непродолжительной схватки Эд оказывается в другом теле и в другом мире, где встречает своего отца. | |                       |
| 50 | Смерть (死)                                                                                        | 25 сентября 2004 года |
| Отец сообщает Эду, что они по другую сторону Врат и тот понимает, что их открыла Данте с помощью ребёнка Розы. От отца Эд узнаёт, что жизни людей, погибших в этом мире, пройдя через Врата, становятся источниками энергии для алхимии в мире Аместриса. В городе под землёй собираются вместе Данте, Роза с ребёнком, Зависть, Гнев, Обжорство и Ал. Обжорство переживает, потеряв близких ему Похоть и Лень. Чтобы заставить его подчиняться, Данте лишает его разума. Начинается бой между Мустангом и Гордыней. Гнев требует воскресить его маму, Данте вновь открывает Врата из-за чего гомункул теряет ногу и руку Эда. Неожиданно Врата открылись вновь и из них появляется Эдвард, который погибает в борьбе с Завистью. | |                       |
| 51 | Мюнхен 1921 (ミュンヘン1921)                                                                       | 2 октября 2004 года   |
| Гордыня почти победил Мустанга, но неожиданно появляется сын Кинга Брэдли, решивший спасти от пожара сокровище отца, хранившееся в сейфе. Этим сокровищем оказался череп прототипа Гордыни. Мустанг с помощью черепа убивает гомункула. Обжорство начинает поедать доспехи Ала, но тот решает принести себя в жертву ради спасения брата. Арчер нападает на Мустанга, но его убивает Хоукай. Зависть, узнав, что Хоэнхайм жив, отправляется по ту сторону Врат, к отцу. Эдвард узнаёт от Розы, что Альфонс возродил его, пожертвовав собой. Данте съедена обезумевшим Обжорством. Эд просит Розу уйти, забрав с собой искалеченного Гнева. Оставшись один, Эдвард приносит себя в жертву, чтобы вернуть из-за Врат Алa. После исчезновения фюрера в стране установлена парламентская республика. Ишваритам разрешили вернуться на родину. Мустанг выжил, хоть и лишился левого глаза. С ним Риза Хоукай. Ала нашли десятилетним, здоровым и невредимым, но потерявшим память с того момента как братья попытались воскресить мать. Что случилось с Эдвардом так и осталось неизвестным. Роза с ребёнком поселились в Резенбурге. Гнев, получив автопротезы приготовленные для Эда, ушёл неизвестно куда. Ал просит Изуми обучить его алхимии, чтобы когда-нибудь вновь увидеть своего старшего брата. Эдвард на самом деле жив, он живёт со своим отцом в Мюнхене 1921 года. В конце показано, как Эд и Ал тянут руки в небо, в надежде найти друг друга. | |                       |